# Praia da Areia Preta

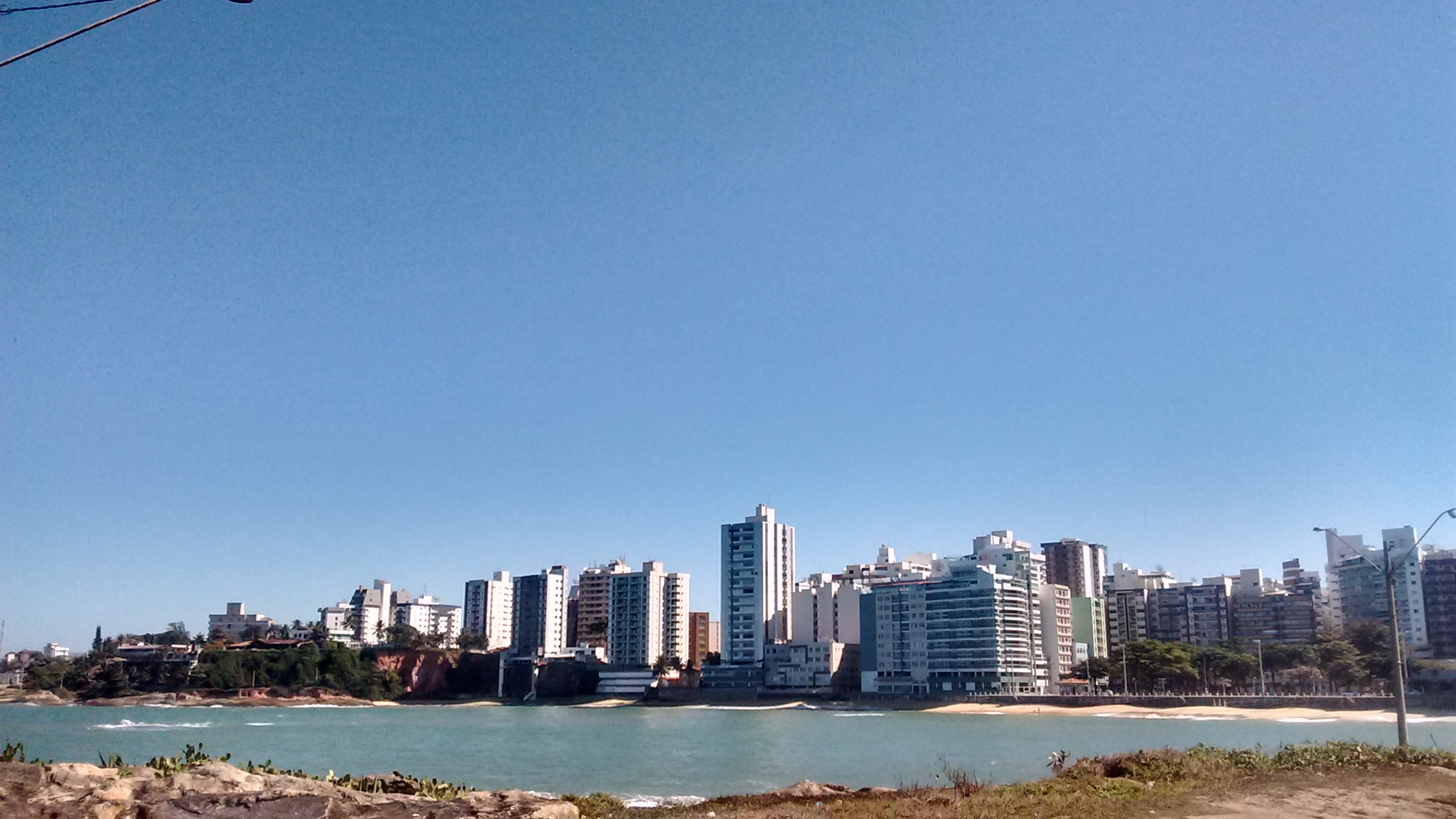
Praia da Areia Preta, Centro de Guarapari-ES

A Praia da Areia Preta, em Guarapari, é uma praia pequena cuja faixa de areia tem aproximadamente 200m, localizada entre o Siribeira Clube e a praia das Pelotas, no centro de Guarapari. É uma das praias mais conhecidas da cidade.
Popular por suas areias de cor escura (areia monazítica), razão pela qual foi nomeada, essa praia possui um grande potencial medicinal. É comum ver pessoas com seus corpos cobertos por essas areias, elas acreditam que as areias monazíticas curam doenças como reumatismo e câncer.